# Estrany vincle de sang
Estrany vincle de sang (títol original: The Indian Runner) és una pel·lícula estatunidenco-japonesa escrita, dirigida i produïda per Sean Penn, estrenada l'any 1991. Ha estat doblada al català.
La història és el desenvolupament de la cançó Highway Patrolman de Bruce Springsteen, així com d'una vella llegenda índia sobre la prova que han de passar els joves per entrar a l'edat adulta..

## Argument
1968. Joe Roberts i el seu jove germà Frank han crescut a Plattsmouth, a Nebraska. De petits, estan molt pròxims. Frank, violent i indisciplinat, és un adolescent amb problemes que després marxa al Vietnam. Joe, granger en fallida, es fa policia. El mateix dia que Joe, en legítima defensa, ha hagut d'abatre un delinqüent, Frank torna del Vietnam.
Joe predica els valors tradicionals del seu país mentre que Frank busca un sentit que no sigui absurd a la seva vida.

## Repartiment
- David Morse: Joe Roberts
- Viggo Mortensen: Frank Roberts
- Valeria Golino: Maria
- Patricia Arquette: Dorothy
- Charles Bronson: Mr. Roberts
- Sandy Dennis: Sra. Roberts
- Dennis Hopper: Caesar
- Benicio del Toro: Miguel
- Eileen Ryan: Mme Baker
- Harry Crews: M. Baker

## Premis
- Léopard d'Or al Festival internacional del film de Locarno el 1991